# سرخ‌باله بزرگ
سرخ‌باله بزرگ (نام علمی: Pseudobarbus skeltoni) نام یک گونه از سرده ریشک‌ماهی‌نماها است.